# Quiniam
Quiniam ou Quignam é uma comuna rural do sul do Mali da circunscrição de Sicasso e região de Sicasso. Segundo censo de 1998, havia 19 113 residentes, enquanto segundo o de 2009, havia 33 962. A comuna inclui 1 cidade e 14 vilas.

## História
No reinado do fama Daúda Traoré (r. 1860–1862) do Reino de Quenedugu, era governada por Fafá, que enviou seu povo a Bugula para desafiar Daúda. Em 1890, Tiebá Traoré (r. 1866–1893) sitiou Lutana com ajuda dos franceses sob Fernand Quiquandon. O chefe de Lutana, Fantoni, solicitou ajuda de Quiniam, que enviou tropas para auxiliá-la, mas o exército de alívio foi destruído.